# Agro-ecologie
Agro-ecologie is een ecologische benadering van de landbouw waarbij optimaal gebruik wordt gemaakt van de natuurlijke hulpbronnen en diensten, zonder deze te beschadigen. Naast de ecologische aspecten worden ook de sociale aspecten van het landbouwsysteem integraal meegenomen. De term wordt gebruikt voor de wetenschappelijke discipline, de landbouwpraktijk, en de sociale en politieke beweging die zich voor deze benadering inzet. Agro-ecologie is niet gekoppeld aan één bepaalde landbouwmethode, maar sluit aan bij diverse benaderingen in de duurzame landbouw die een alternatief bieden voor de gangbare industriële landbouw.,

## Ontstaan en ontwikkeling van de agro-ecologie
De term agro-ecologie werd voor het eerst gebruikt in wetenschappelijke publicaties in 1928 en 1930. De discipline kreeg verder gestalte door studies vanuit de zoölogie, agronomie en plantenfysiologie. De zoölogen analyseerden onderwerpen als plaagbestrijding en gewasproductie via de interacties tussen de componenten in het agro-ecosysteem. Vanuit de agronomie werden naast de ecologische ook technologische, sociaal-economische en historische factoren in de analyse betrokken. Tot in de jaren 1960 bleef agro-ecologie een uitsluitend wetenschappelijke discipline. Daarna ontwikkelde het begrip zich in verschillende richtingen.
De ontwikkeling van de agro-ecologie vanaf 1970 is een reactie op de achteruitgang van natuurlijke hulpbronnen en de milieuaantasting die geassocieerd werden met de moderne industriële landbouwpraktijken van die tijd. Deze leidden tot bodemerosie, aantasting van hydrologische systemen, milieuvervuiling, verlies van natuurlijk habitat, uitstoot van broeikasgassen, verlies van koolstofreservoirs en verlies van genetische diversiteit., In het spoor van de milieubeweging die zich hiertegen keerde, ontwikkelde de agro-ecologie zich verder. 
Vanaf de jaren 1980  werd het begrip agro-ecologie niet alleen gebruikt als wetenschappelijk concept, maar ook  om bepaalde landbouwpraktijken aan te duiden. Vervolgens ontstonden er agro-ecologische bewegingen in de jaren 1990. De agro-ecologie bood hiervoor een conceptueel raamwerk met een holistische aanpak voor de analyse van de landbouwpraktijk. Dit ontwikkelde zich tot een manier om natuurlijke hulpbronnen te beschermen, met richtlijnen voor het ontwerp en beheer van duurzame agro-ecosystemen. 
De manier waarop de drie benaderingen van agro-ecologie zich in de praktijk voordoen kan per land verschillen en heeft een historische achtergrond. In Frankrijk  werd agro-ecologie vooral opgevat als landbouwpraktijk en deels ook als beweging (agronomie was in Frankrijk de toonaangevende wetenschappelijke discipline). In Duitsland heeft agro-ecologie een lange traditie als wetenschappelijke discipline. In de Verenigde Staten en Brazilië komen alle drie de benaderingen voor, met een nadruk op de wetenschappelijke discipline in de Verenigde Staten en de landbouwpraktijk en sociale beweging in Brazilië.

## Afbakening van het begrip
Agro-ecologie heeft veel overeenkomsten met andere verwante concepten zoals biologische landbouw, biodynamische landbouw, permacultuur, regeneratieve landbouw en agroforestry. Al deze vormen van landgebruik zijn gericht op het volgen van ecologische principes en het produceren van voedsel op een natuurvriendelijke manier, elk met een eigen invalshoek. De biologische landbouw is een van de meest voorkomende alternatieve landbouwstromingen.
Contrasterend met de agro-ecologie, behoudt het biologische landbouwmodel veelal de aanpak van monocultuur en vervangt inputs zoals kunstmest en bestrijdingsmiddelen door minder schadelijke alternatieven. De agro-ecologie daarentegen tracht een meer diepgaande transformatie teweeg te brengen door middel van mengteelt in plaats van monocultuur en door een drastische vermindering van externe inputs door het versterken van lokale kringlopen. Ook heeft de biologische landbouw, in tegenstelling tot de agro-ecologie, een duidelijk gedefinieerde set aan standaarden op basis waarvan ook certificering mogelijk is.
Agro-ecologie onderscheidt zich ook van veel alternatieve landbouwvormen door een breder begrip van landbouw te bezigen, waarbij sociale en economische dimensies een prominentere plaats krijgen in actuele landbouwvraagstukken.

## Verbreding van het begrip
Het begrip agro-ecologie is in de loop der tijd verbreed en meeromvattend geworden. Oorspronkelijk richtte de agro-ecologie zich op het toepassen van ecologische principes en concepten op productieprocessen in landbouwsystemen. Gaandeweg werd de focus verbreed naar de sociale, politieke en economische dimensies van landbouwsystemen. De agro-ecologie is erop gericht een sociaal, rechtvaardig en gelijkwaardig landbouwsysteem te ontwikkelen. Dit omvat autonomie van boeren, en gegarandeerde toegang tot grond, water, zaden en andere noodzakelijke hulpbronnen voor boeren. 
Sinds 2000 is de focus van agro-ecologie verbreed van landbouwsystemen naar het gehele voedselsysteem. Een voedselsysteem is het gehele systeem van productie, handel, transport, verwerking en consumptie. De hele mondiale keten heeft effect op hoe landbouw lokaal wordt bedreven. De agro-ecologie streeft er ook naar om voedselsoevereiniteit te bewerkstelligen. Dit wordt gedefinieerd als: “Het recht van mensen op gezond en cultureel passend voedsel, geproduceerd op ecologisch verantwoorde en duurzame wijze in een voedsel- en landbouwsysteem dat door henzelf wordt vormgegeven.” Agro-ecologie stelt het gebruik en de ontwikkeling van lokale kennis, middelen en netwerken voorop. Zodoende is er ook veel aandacht voor de rechten en kennis van inheemse volken en de rol van vrouwen binnen de landbouw. Mede dankzij deze inclusieve aanpak heeft ook de Voedsel- en Landbouworganisatie van de Verenigde Naties (FAO) agro-ecologie erkend als een belangrijk antwoord op de vraagstukken rond ontwikkelingssamenwerking en klimaatverandering.,

### Agro-ecologie als wetenschappelijk concept
Agro-ecologie wordt door Altieri gedefinieerd als de toepassing van ecologische concepten en principes op het ontwerp en beheer van duurzame agro-ecosystemen. Francis et al. komen met een bredere definitie: “de integrale studie van de ecologie van het gehele voedselsysteem, inclusief alle ecologische, economische en sociale dimensies”. 
Ook wordt de agro-ecologie als de studie van agro-ecosystemen gedefinieerd. Het concept agro-ecosysteem staat centraal in de agro-ecologie en is het basisperspectief van waaruit het desbetreffende landbouwsysteem wordt bestudeerd. Een agro-ecosysteem wordt gedefinieerd als “een landbouwsysteem begrepen als ecosysteem” of als “alle aanwezige levende en niet-levende componenten en hun interacties in een landbouwsysteem”. Volgens deze definities beperkt een agro-ecosysteem zich niet tot een bepaalde schaal; het kan bijvoorbeeld een boerderij zijn, maar ook een gehele regio. Agro-ecosystemen worden dan ook op allerlei schalen bestudeerd. Ecologisch gezien zijn dit achtereenvolgens: gen, organisme, populatie, gemeenschap, ecosysteem, landschap en bioom. Ruimtelijk gezien zijn dit: veld of akker, boerderij, gemeenschap, regio, provincie, land, continent, wereld. Van origine is het veld of de akker het meest bestudeerde schaalniveau. Tot op heden wordt nog veel agro-ecologisch onderzoek gedaan op veldniveau, maar sinds de jaren 1970 zijn agro-ecologen ook steeds meer processen op grotere schaal gaan bestuderen, van regionaal tot mondiaal.
De agro-ecologische wetenschap kenmerkt zich door het hanteren van een holistische, multidisciplinaire wetenschappelijke benadering (of concept) die elementen heeft van agronomie, ecologie, sociologie en economie. Ook vanuit de antropologie is er veel onderzoek gedaan naar inheemse agro-ecosystemen, zoals bijvoorbeeld in de Amazone door Josep Gari. 
Als gevolg van het multidisciplinaire karakter van de agro-ecologische wetenschap is er ook een grote diversiteit aan onderzoeksstrategieën, -methodologieën en -technieken. Oorspronkelijk was er vooral een focus op ecologische en agronomische onderzoeksmethodologieën, maar later kwamen daar ook methodologieën vanuit de sociale wetenschappen bij. De agro-ecologie kenmerkt zich ook door toepassing van systeemdenken, een wijze van bestuderen waarbij wordt gekeken naar het gehele systeem, de wisselwerkingen tussen de componenten en hoe deze  tot uiting komen op verschillende niveaus binnen dat systeem., Binnen het systeemdenken worden ziekten en plagen eerder beschouwd als symptoom van een ongebalanceerd agro-ecosysteem dan als een probleem op zich dat door middel van externe inputs zoals bestrijdingsmiddelen verholpen kan worden.
Binnen de agro-ecologie ligt er veel nadruk op het gebruik van lokale, traditionele en inheemse kennis van de landbouw en de integratie daarvan met moderne wetenschappelijke inzichten. Mede daarom worden ook vaak participatieve onderzoeksmethoden gebruikt. Daarbij wordt kennis ontwikkeld door samenwerking van verschillende groepen, zoals boeren, wetenschappers en ambtenaren. Een goed voorbeeld hiervan is de campesino-a-campesino (Spaans voor: van boer tot boer) methodologie, een participatieve onderzoeksmethode die veel is ingezet door La Via Campesina. Dit is een internationale beweging die zich wereldwijd inzet voor de rechten van boeren en een agro-ecologische aanpak in de landbouw. Agro-ecologisch onderzoek beperkt zich dus niet alleen tot academische kringen, maar wordt ook uitgevoerd door maatschappelijke niet-gouvernementele organisaties, boerencoöperaties en overheidsinstanties.

### Agro-ecologie als landbouwpraktijk
Agro-ecologie als landbouwpraktijk kan vaak niet los gezien worden van de agro-ecologische wetenschap en de gerelateerde sociale bewegingen. Er is vaak een samenspel tussen een politieke visie (voortkomend uit de sociale beweging), de concrete toepassing van technieken om de beoogde doelen te bereiken (in de landbouwpraktijk) en de kennis om zowel de visie als de praktijk te begrijpen en onderbouwen (voortkomend uit de wetenschap).
In grote lijnen draait de agro-ecologie als landbouwpraktijk om het verminderen van het gebruik van kunstmest en bestrijdingsmiddelen, en verder om bodembescherming, diversificatie van teeltsystemen en het verantwoord en duurzaam gebruik van water en andere natuurlijke hulpbronnen. In het algemeen tracht de agro-ecologie om mét de natuur samen te werken in plaats van ertegen.
In principe streeft de agro-ecologie ernaar om agro-ecosystemen te creëren die even goed functioneren als natuurlijke ecosystemen in termen van productiviteit, efficiëntie, diversiteit, recycling, veerkracht en duurzaamheid., Gliessman stelt dat hoe meer een agro-ecosysteem qua functie en structuur lijkt op het lokale natuurlijke ecosysteem, des te aannemelijker het is dat het agro-ecosysteem op de lange termijn duurzaam zal zijn. 
Vanwege dit streven wordt als basis voor het ontwerp van agro-ecologische landbouwsystemen vaak een combinatie van de volgende ecologische principes toegepast:,
•	Het gebruiken van natuurlijke voedingsstoffen, het sluiten van nutriëntenkringlopen en het optimaliseren van de beschikbaarheid van nutriënten. 
•	Het creëren van een goede bodemgezondheid en bodemstructuur door stimulering van het bodemleven, het inbrengen van organisch materiaal en minimaliseren van verstoring.
•	Diversificatie op soort- en gen-niveau, zowel in tijd als in ruimte en op meerdere ruimtelijke schalen, en daarbij het gebruikmaken van ecologische niches.
•	Maximalisatie van efficiëntie door optimaal gebruik van zonlicht, water, temperatuur, ruimte en bodem, bijvoorbeeld door beheer van microklimaten, regenwateropvang en bodembedekking.
•	Het stimuleren van gunstige biologische interacties en synergie tussen componenten van het agro-ecosysteem om belangrijke ecologische processen en ecosysteemdiensten te versterken.

Veel van de agro-ecologische technieken die men toepast, zijn gebaseerd op de bovenstaande ecologische principes. In de praktijk komen de volgende technieken veel voor:
•	Gewasrotatie. Het afwisselend kweken van verschillende gewassen op één stuk land is een vorm van diversificatie in de tijd. Het voordeel is dat verschillende gewassen uiteenlopende voedingsbehoeften hebben, waardoor de bodem minder snel uitgeput raakt en de levenscycli van ziektekiemen en plaaginsecten worden onderbroken.
•	Polycultuur of mengteelt: Verschillende gewassen worden naast elkaar gekweekt zodat het gebruik van ruimte gediversifieerd wordt. Door de grotere diversiteit zijn de gewassen minder kwetsbaar voor plagen en ziekten. Daarbij komt dat een grotere diversiteit aan gewassen het risico op een mislukte oogst verlaagt.
•	Compost. Het toevoegen van goed verteerd organisch materiaal zorgt voor een betere bodemstructuur en stimuleert het bodemleven.
•	Groenbemesting. Dit is het telen van planten op een stuk grond om deze vervolgens onder te ploegen of te mulchen. Dit wordt gedaan om het percentage organische stof en het stikstofgehalte in de bodem te verhogen.
•	Dekgewassen of bodembedekkers. Dit is het cultiveren van een gewas om de bodem te bedekken om onkruidgroei te onderdrukken en/of om de bodem te beschermen tegen bodemerosie, uitdroging en hoge temperatuurschommelingen.
•	Integratie van vee- en gewasteelt. Dit is en toepassing van het principe van synergie tussen componenten (gewassen en dieren)van het agro-ecosysteem. Dit heeft onder andere het voordeel dat de recycling van nutriënten beter verloopt. Voorbeeld: mest van vee wordt gebruikt om de bodem mee te verrijken en stro dat overblijft van de graanoogst wordt gebruikt als veevoeder.
•	Agroforestry of boslandbouw. Dit is een vorm van landbouw waarbij bomen samen met dieren en/of gewassen worden geteeld en beheerd. Boslandbouw heeft veel voordelen voor onder andere de soortendiversiteit, het  gebruik van ruimte, licht en nutriënten. en voor de variatie aan te oogsten producten.
•	Biologische plaagbestrijding. Dit houdt in dat natuurlijke vijanden van plaagorganismen worden ingezet, bijvoorbeeld sluipwespen ter bestrijding van luizen en witte vlieg of bepaalde nematoden ter bestrijding van slakken. Populaties van natuurlijke vijanden kunnen worden versterkt door te zorgen voor een geschikt habitat.

### Agro-ecologie als sociale beweging
Het is niet geheel eenduidig te definiëren wat een agro-ecologische sociale beweging precies inhoudt. Over heel de wereld zijn er verschillende bewegingen en initiatieven die  het concept en de filosofie van de agro-ecologie hebben omarmd. Sommige van deze bewegingen gebruiken de agro-ecologische ideologie om hun doelen, zoals duurzame maatschappelijke ontwikkeling en duurzame landbouw, te verwezenlijken. Deze bewegingen zijn sterk georiënteerd op actie en het teweegbrengen van verandering. Ze worden voornamelijk gevormd door boeren en dit toont ook de sterke relatie tussen de agro-ecologie als beweging en de agro-ecologie als landbouwpraktijk. De bewegingen proberen hun impact te vergroten door activiteiten te ontplooien op het gebied van participatief onderzoek, educatie, publiciteit en informatievoorziening. Ook doen zij dit door te netwerken en mensen in verbinding te brengen, door actie te voeren en politiek draagvlak te creëren.
De opkomst van agro-ecologische bewegingen hing in de jaren 1970 sterk samen met de zorgen over de ecologisch en sociaal schadelijke gevolgen van het toenmalige industriële landbouwmodel. Later kwamen daar zorgen bij over de praktijken van landroof en grootschalige, kapitaalintensieve projecten in rurale gebieden, zoals mijnbouw, monocultuurplantages en stuwdammen., De ontwikkeling van agro-ecologische bewegingen is in veel gevallen ook voortgekomen uit milieubewegingen. Bekende agro-ecologische organisaties zijn La Via Campesina en Food First.
La Via Campesina is sinds de jaren 1980 actief, eerst in Latijns-Amerika en daarna op mondiaal niveau. Deze beweging bestaat uit een coalitie van 182 organisaties afkomstig uit 81 landen. Ze omschrijft zichzelf als een internationale beweging die boerenbewegingen vertegenwoordigt en coördineert. Het gaat om bewegingen van kleine en middelgrote boeren, landarbeiders, plattelandsvrouwen en inheemse gemeenschappen in Azië, Afrika, Amerika en Europa. Aangeslotenen hebben een activistische inslag en verklaren zich tegenstander van het industriële landbouwmodel. Ze dragen bij aan politieke inzet voor de rechten en behoeftes van boeren, voor voedselsoevereiniteit en voor een alternatief landbouw- en maatschappijmodel gebaseerd op agro-ecologische principes., Ook is La Via Campesina actief in educatie en participatief en actiegericht onderzoek, waarin zij gebruik maken van de Campesino-a-campesino (van boer tot boer) methode. Deze methode gaat uit van kennisuitwisseling op bijeenkomsten van boeren. Boeren die bepaalde innovatieve methoden hebben uitgevonden, delen deze met hun collega-boeren en gebruiken daarbij zo mogelijk hun boerderij als leeromgeving. Kennisoverdracht en -ontwikkeling verlopen daadwerkelijk van boer tot boer en zijn gebaseerd op het principe van ‘zien is geloven’. 
Food First is gevestigd in Noord-Amerika en is actief sinds de jaren 1970. Ze omschrijven zichzelf als een denktank voor het volk die zich wijdt aan onderzoek en informatievoorziening over sociale kwesties in het voedselsysteem. Dit heeft als doel om lokale gemeenschappen te helpen hun voedselsoevereiniteit terug te krijgen. Ze ondersteunen, ontwikkelen en verspreiden hiermee het concept van de agro-ecologie.
Een voorbeeld van een agro-ecologische beweging in Nederland en Vlaanderen is het Voedsel Anders Netwerk, gestart in 2012 met als doel zich in te zetten voor een agro-ecologische aanpak van landbouw, voedsel en handel. Dit netwerk wil de macht en invloed van de grote agrochemische bedrijven beperken en bewerkstelligen dat producenten en burgers meer zeggenschap krijgen over voedsel.